# Talbot-Inseln
Die Talbot-Inseln sind eine Inselgruppe im Archipel der Torres-Strait-Inseln. Sie liegen wenige Kilometer vor der Südküste von Papua-Neuguinea in Höhe der Mündung des Mai Kussa River. Bis auf die ganz in Küstennähe gelegenen Inseln gehören sie zum australischen Bundesstaat Queensland.
Die Hauptinsel Boigu hatte 2006 271 Einwohner; alle anderen Inseln der Gruppe sind unbewohnt.

## Tabelle der Inseln
Zu den Talbot-Inseln gehören vor allem folgende Inseln:
| Inselname     | Provinz (Staat)   | Einwohner | Fläche km² | Geokoordinaten        |
| ------------- | ----------------- | --------- | ---------- | --------------------- |
| (Athian Maza) | Westprovinz (PNG) | unbewohnt | -          | 09° 13′ S, 142° 17′ O |
| Aubusi        | Queensland (AUS)  | unbewohnt | 5,80       | 09° 14′ S, 142° 10′ O |
| Aymermud      | Queensland (AUS)  | unbewohnt | 0,70       | 09° 14′ S, 142° 09′ O |
| Boigu         | Queensland (AUS)  | 271       | 72,32      | 09° 16′ S, 142° 13′ O |
| Kawai-Inseln  | Westprovinz (PNG) | unbewohnt | 20,66      | 09° 11′ S, 142° 00′ O |
| Kussa         | Westprovinz (PNG) | unbewohnt | 4,90       | 09° 12′ S, 142° 18′ O |
| Moegina Kawa  | Queensland (AUS)  | unbewohnt | 0,38       | 09° 14′ S, 142° 09′ O |
| Moimi         | Queensland (AUS)  | unbewohnt | 2,06       | 09° 14′ S, 142° 14′ O |
| Yaperi        | Westprovinz (PNG) | unbewohnt | 0,10       | 09° 13′ S, 142° 22′ O |

Anmerkung: In der Tabelle sind die unbenannten Inseln westlich von Aubusi Island (auf 9° 13′ 50″ S, 142° 9′ 4″ O) und Aymermud (auf 9° 13′ 50″ S, 142° 9′ 4″ O) mit einer Fläche von zusammen etwa 27 ha nicht enthalten.

## Politik
Verwaltungsmäßig zählen die australischen Inseln zu den Top Western Islands, einer Inselregion im Verwaltungsbezirk Torres Shire von Queensland.
Die restlichen Inseln gehören zur Westprovinz von Papua-Neuguinea.

## Geschichte
Die Kawai-Inseln, rund 10 km nordwestlich von Boigu und wenige hundert Meter von der Küste Neuguineas, gehören noch zu den Talbot-Inseln. Diese Inseln, sowie Kussa Island nordöstlich der Gruppe, wurden im Torres Strait Treaty von 1978 an Papua-Neuguinea übergeben. Bis dahin erschienen sie auf Karten als zu Australien gehörig.